# Monte Nuovo
Le monte Nuovo est un volcan italien apparu en 1538 dans les champs Phlégréens au cours de son unique éruption, faisant de lui un volcan monogénique.

## Géographie
La colline de 133 mètres d'altitude est couverte par une végétation luxuriante avec notamment des plantes typiques du maquis méditerranéen tels le Pin maritime, le Genêt et la Bruyère.
Le volcan est un espace vert ouvert au public.

## Histoire
L'éruption du 29 septembre au 6 octobre 1538 qui a formé le volcan a aussi détruit le village médiéval de Tripergole et mis en fuite la population locale. La formation du monte Nuovo représente l'unique éruption volcanique connue des champs Phlégréens dans la période historique. Il traduit une activité volcanique secondaire, comme des micro-tremblements de terre et des fumerolles. À l'identique du reste des volcans de la caldeira des champs Phlégréens, le monte Nuovo est considéré comme endormi.

## Protection environnementale
Le monte Nuovo, en tant que zone spéciale de conservation, est intégré au parc régional des Champs Phlégréens.

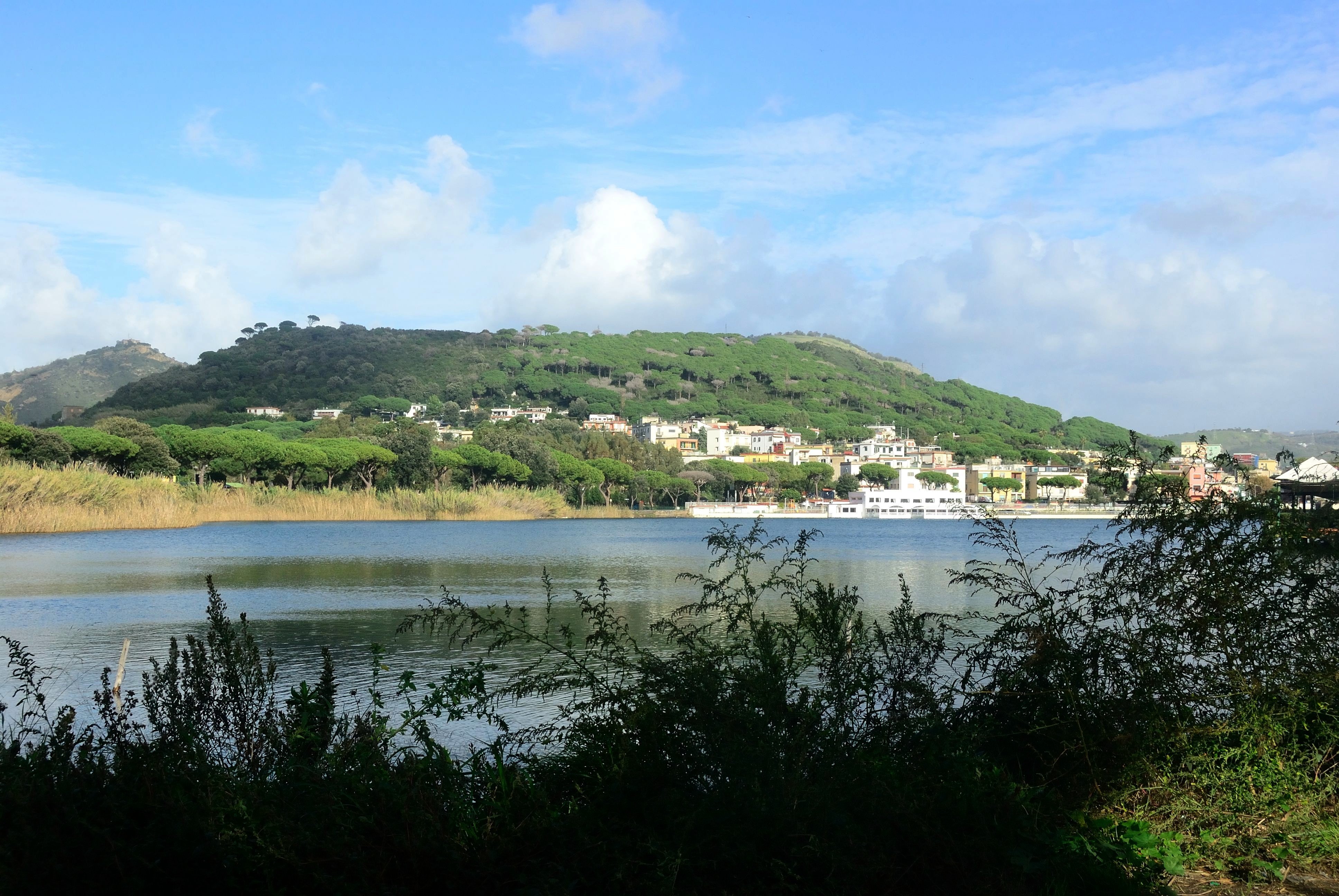
Le lac Lucrin et le monte Nuovo.
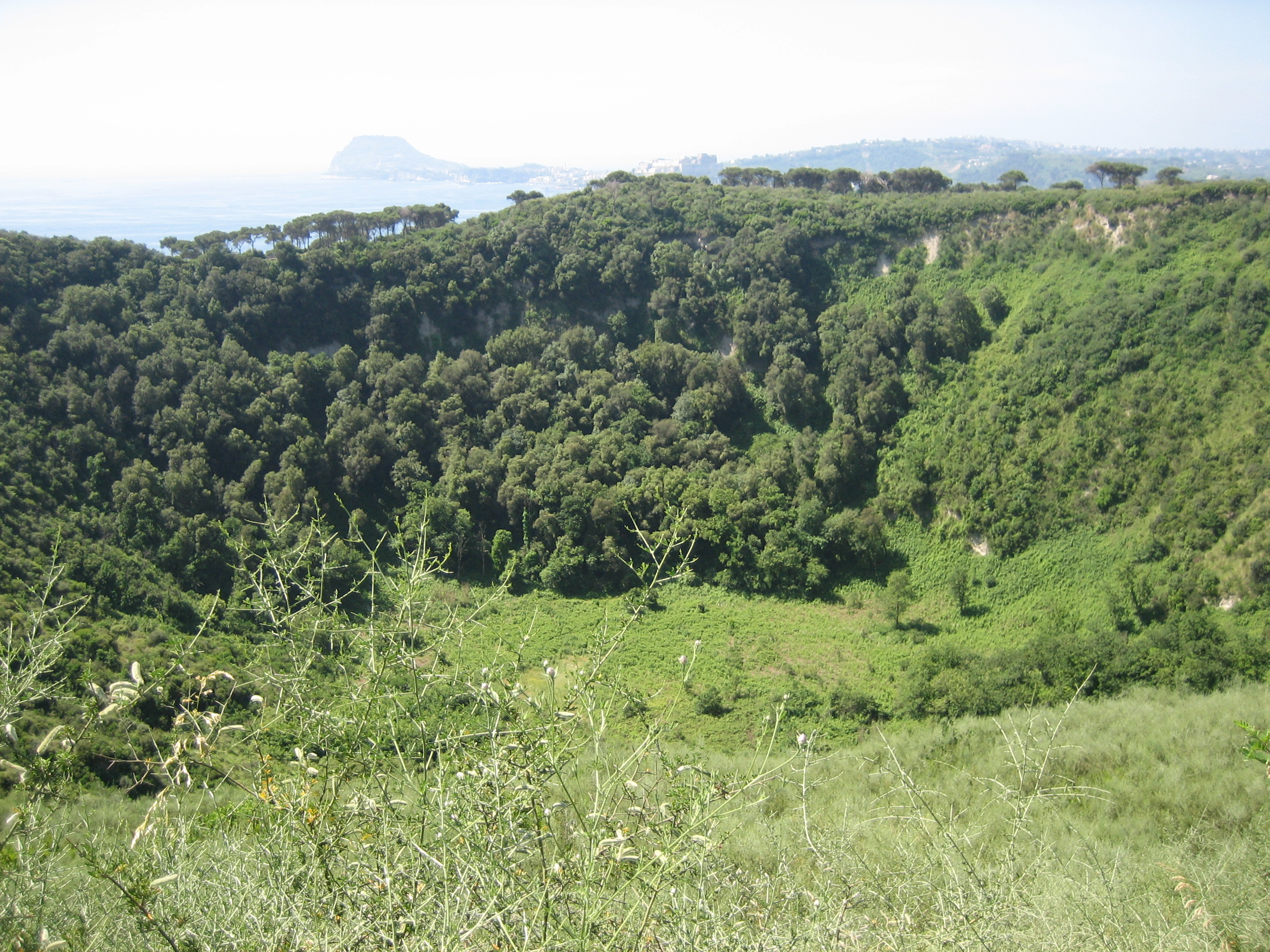
Le cratère du monte Nuovo.